# Atletica leggera alla XXIX Universiade - Decathlon
Il decathlon maschile alla XXIX Universiade si è svolto dal 24 al 25 agosto 2017.

## Podio
| Oro     | Kyle Cranston Australia         |
| Argento | Juuso Hassi Finlandia           |
| Bronzo  | Aaron James Booth Nuova Zelanda |

## Risultati

### 100 metri piani
Vento:

Batteria 1: -0,4 m/s, Batteria 2: -0,6 m/s, Batteria 3: -1,2 m/s
| Posizione | Batteria | Corsia | Nome                   | Nationalità   | Tempo | Punti | Note                                     |
| --------- | -------- | ------ | ---------------------- | ------------- | ----- | ----- | ---------------------------------------- |
| 1         | 2        | 8      | James Turner           | Canada        | 11.01 | 858   |                                          |
| 2         | 2        | 3      | Wang Cheng-yuan        | Taipei Cinese | 11.06 | 847   | Miglior prestazione personale stagionale |
| 3         | 1        | 6      | Kyle Cranston          | Australia     | 11.13 | 832   | Miglior prestazione personale stagionale |
| 3         | 3        | 8      | John Lane              | Regno Unito   | 11.13 | 832   |                                          |
| 5         | 2        | 6      | Maksim Andraloits      | Bielorussia   | 11.14 | 830   |                                          |
| 5         | 3        | 4      | Samuel Remédios        | Portogallo    | 11.14 | 830   |                                          |
| 7         | 2        | 7      | Juuso Hassi            | Finlandia     | 11.17 | 823   |                                          |
| 8         | 1        | 7      | Aaron James Booth      | Nuova Zelanda | 11.19 | 819   |                                          |
| 8         | 3        | 3      | Jérémy Lelièvre        | Francia       | 11.19 | 819   |                                          |
| 10        | 3        | 7      | Fredriech Pretorius    | Sudafrica     | 11.22 | 812   |                                          |
| 11        | 2        | 5      | Marvin Bollinger       | Germania      | 11.37 | 780   |                                          |
| 11        | 3        | 5      | Marek Lukáš            | Rep. Ceca     | 11.37 | 780   |                                          |
| 13        | 1        | 5      | Felipe Ruiz            | Messico       | 11.41 | 771   |                                          |
| 14        | 2        | 4      | Maxime Maugein         | Francia       | 11.43 | 767   | YC                                       |
| 15        | 1        | 3      | Christian Lind Nielsen | Danimarca     | 11.45 | 763   |                                          |
| 15        | 1        | 8      | Reinis Krēgers         | Lettonia      | 11.45 | 763   |                                          |
| 17        | 3        | 6      | Jefferson Santos       | Brasile       | 11.47 | 759   |                                          |
| 18        | 1        | 4      | Henrik Holmberg        | Norvegia      | 11.66 | 719   |                                          |

Note: YC=Cartellino giallo

### Salto in lungo
| Posizione | Gruppo | Atleta                 | Nationalità   | #1   | #2   | #3   | Risultato | Punti | Note                                     | Totale |
| --------- | ------ | ---------------------- | ------------- | ---- | ---- | ---- | --------- | ----- | ---------------------------------------- | ------ |
| 1         | A      | James Turner           | Canada        | 6.48 | 7.25 | 7.05 | 7.25      | 874   |                                          | 1732   |
| 2         | B      | Aaron James Booth      | Nuova Zelanda | x    | 7.17 | x    | 7.17      | 854   | Miglior prestazione personale stagionale | 1673   |
| 3         | B      | Wang Cheng-yuan        | Taipei Cinese | x    | 7.15 | 6.97 | 7.15      | 850   | Miglior prestazione personale stagionale | 1697   |
| 4         | B      | Juuso Hassi            | Finlandia     | 7.14 | 6.84 | 5.07 | 7.14      | 847   |                                          | 1670   |
| 5         | B      | Kyle Cranston          | Australia     | 6.99 | 7.04 | 7.03 | 7.04      | 823   | Miglior prestazione personale stagionale | 1655   |
| 6         | A      | Jérémy Lelièvre        | Francia       | 6.75 | 7.03 | 6.89 | 7.03      | 821   |                                          | 1640   |
| 7         | A      | John Lane              | Regno Unito   | 6.94 | 6.86 | 6.88 | 6.94      | 799   |                                          | 1631   |
| 8         | A      | Maksim Andraloits      | Bielorussia   | 6.93 | x    | x    | 6.93      | 797   |                                          | 1627   |
| 9         | A      | Fredriech Pretorius    | Sudafrica     | 6.88 | x    | x    | 6.88      | 785   |                                          | 1597   |
| 10        | B      | Christian Lind Nielsen | Danimarca     | 6.83 | 6.38 | 6.39 | 6.83      | 774   |                                          | 1537   |
| 11        | A      | Jefferson Santos       | Brasile       | 6.80 | 6.80 | 6.79 | 6.80      | 767   |                                          | 1534   |
| 12        | A      | Maxime Maugein         | Francia       | x    | x    | 6.80 | 6.80      | 767   | YC                                       | 1534   |
| 13        | B      | Reinis Krēgers         | Lettonia      | x    | 6.70 | x    | 6.70      | 743   |                                          | 1506   |
| 14        | A      | Marvin Bollinger       | Germania      | x    | 6.63 | 6.64 | 6.64      | 729   |                                          | 1509   |
| 15        | B      | Marek Lukáš            | Rep. Ceca     | 6.53 | 6.52 | 6.46 | 6.53      | 704   |                                          | 1484   |
| 16        | B      | Henrik Holmberg        | Norvegia      | 5.09 | 6.44 | 6.33 | 6.44      | 684   |                                          | 1403   |
| 17        | B      | Felipe Ruiz            | Messico       | 6.24 | x    | 6.14 | 6.24      | 639   |                                          | 1410   |
|           | A      | Samuel Remédios        | Portogallo    | x    | x    | x    | NM        | 0     |                                          | 830    |

### Getto del peso
| Posizione | Gruppo | Atleta                 | Nationalità   | #1    | #2    | #3    | Risultato | Punti | Note                                     | Totale |
| --------- | ------ | ---------------------- | ------------- | ----- | ----- | ----- | --------- | ----- | ---------------------------------------- | ------ |
| 1         | A      | Marek Lukáš            | Rep. Ceca     | 13.69 | 13.40 | 14.45 | 14.45     | 756   |                                          | 2240   |
| 2         | A      | Jefferson Santos       | Brasile       | 14.38 | 14.43 | x     | 14.43     | 755   |                                          | 2281   |
| 3         | A      | Jérémy Lelièvre        | Francia       | x     | 14.21 | 14.29 | 14.29     | 746   |                                          | 2386   |
| 4         | A      | Juuso Hassi            | Finlandia     | 13.27 | 13.15 | 13.88 | 13.88     | 721   |                                          | 2391   |
| 5         | B      | Kyle Cranston          | Australia     | 13.50 | 13.76 | x     | 13.76     | 714   | Miglior prestazione personale stagionale | 2369   |
| 6         | A      | James Turner           | Canada        | 13.64 | 13.37 | 13.69 | 13.69     | 709   |                                          | 2441   |
| 7         | A      | Maksim Andraloits      | Bielorussia   | 13.66 | 13.52 | x     | 13.66     | 708   |                                          | 2335   |
| 8         | B      | Fredriech Pretorius    | Sudafrica     | 13.56 | x     | x     | 13.56     | 701   |                                          | 2298   |
| 9         | B      | Aaron James Booth      | Nuova Zelanda | 12.92 | 13.49 | 12.77 | 13.49     | 697   | Miglior prestazione personale stagionale | 2370   |
| 10        | B      | Maxime Maugein         | Francia       | 13.46 | 12.53 | 12.52 | 13.46     | 695   | YC                                       | 2229   |
| 11        | B      | Marvin Bollinger       | Germania      | 12.91 | 12.70 | 13.45 | 13.45     | 695   |                                          | 2204   |
| 12        | A      | John Lane              | Regno Unito   | 12.22 | 12.95 | 13.24 | 13.24     | 682   |                                          | 2313   |
| 13        | B      | Henrik Holmberg        | Norvegia      | 12.43 | 13.09 | 12.65 | 13.09     | 673   | Miglior prestazione personale            | 2076   |
| 14        | A      | Reinis Kregers         | Lettonia      | 12.30 | 12.92 | 12.96 | 12.96     | 665   |                                          | 2171   |
| 15        | B      | Christian Lind Nielsen | Danimarca     | 11.74 | 12.54 | 12.68 | 12.68     | 648   |                                          | 2185   |
| 16        | B      | Wang Cheng-yuan        | Taipei Cinese | 12.29 | 12.56 | 11.79 | 12.56     | 640   | Miglior prestazione personale stagionale | 2337   |
| 17        | B      | Felipe Ruiz            | Messico       | 11.77 | 11.93 | 12.20 | 12.20     | 619   |                                          | 2029   |
|           | B      | Samuel Remédios        | Portogallo    | –     | –     | –     | DNS       |       |                                          | 830    |

### Salto in alto
| Posizione | Gruppo | Atleta                     | Nationalità   | 1.74 | 1.77 | 1.80 | 1.83 | 1.86 | 1.89 | 1.92 | 1.95 | 1.98 | 2.01 | 2.04 | 2.07 | Risultato | Punti | Note                                     | Totale |
| --------- | ------ | -------------------------- | ------------- | ---- | ---- | ---- | ---- | ---- | ---- | ---- | ---- | ---- | ---- | ---- | ---- | --------- | ----- | ---------------------------------------- | ------ |
| 1         | A      | Marvin Bollinger           | Germania      | –    | –    | –    | –    | –    | –    | o    | –    | o    | –    | xxo  | xxx  | 2.04      | 840   |                                          | 3044   |
| 2         | B      | Aaron James Booth          | Nuova Zelanda | –    | –    | –    | –    | –    | o    | -    | xo   | o    | xxo  | xxx  | -    | 2.01      | 813   | Miglior prestazione personale stagionale | 3183   |
| 3         | A      | Henrik Holmberg            | Norvegia      | –    | –    | –    | o    | –    | o    | –    | xxo  | o    | o    | x-   | xx   | 2.01      | 813   | Miglior prestazione personale stagionale | 2889   |
| 4         | B      | Reinis Kregers             | Lettonia      | –    | –    | –    | o    | –    | xo   | –    | xo   | xxo  | xxx  |      |      | 1.98      | 785   | Miglior prestazione personale stagionale | 2956   |
| 5         | A      | Kyle Cranston              | Australia     | –    | –    | –    | –    | o    | o    | o    | o    | xo   | xxx  |      |      | 1.98      | 785   |                                          | 3154   |
| 6         | B      | Fredriech Pretorius        | Sudafrica     | –    | –    | –    | xo   | –    | o    | xxo  | o    | xxo  | xxx  |      |      | 1.98      | 785   | Miglior prestazione personale stagionale | 3083   |
| 7         | B      | Juuso Hassi                | Finlandia     | –    | –    | o    | o    | o    | xo   | o    | xo   | xxx  |      |      |      | 1.95      | 758   | Miglior prestazione personale stagionale | 3149   |
| 8         | A      | Maksim Andraloits          | Bielorussia   | –    | –    | –    | –    | o    | o    | o    | o    | xxx  |      |      |      | 1.95      | 758   |                                          | 3093   |
| 9         | A      | John Lane                  | Regno Unito   | –    | –    | –    | –    | o    | o    | o    | xo   | xxx  |      |      |      | 1.95      | 738   |                                          | 3071   |
| 10        | A      | Jefferson De Carvalho Sant | Brasile       | –    | –    | –    | –    | o    | –    | xo   | –    | xxx  |      |      |      | 1.92      | 731   |                                          | 3012   |
| 11        | A      | Maxime Maugein             | Francia       | –    | –    | –    | o    | o    | o    | xxo  | xxx  |      |      |      |      | 1.92      | 731   | YC                                       | 2960   |
| 12        | B      | James Turner               | Canada        | –    | xo   | –    | o    | xxx  |      |      |      |      |      |      |      | 1.83      | 653   |                                          | 3094   |
| 13        | B      | Marek Lukáš                | Rep. Ceca     | –    | –    | o    | xxx  |      |      |      |      |      |      |      |      | 1.80      | 627   |                                          | 2867   |
| 14        | B      | Christian Lind Nielsen     | Danimarca     | x    | xo   | o    | xxx  |      |      |      |      |      |      |      |      | 1.80      | 627   |                                          | 2812   |
| 15        | B      | Jérémy Lelièvre            | Francia       | –    | –    | xo   | xxx  |      |      |      |      |      |      |      |      | 1.80      | 627   |                                          | 3013   |
| 16        | B      | Wang Cheng-yuan            | Taipei Cinese | o    | o    | xxo  | xxx  |      |      |      |      |      |      |      |      | 1.80      | 627   |                                          | 2964   |
|           | A      | Felipe Ruiz                | Messico       | –    | xxx  |      |      |      |      |      |      |      |      |      |      | NM        | 0     |                                          | 2029   |
|           | A      | Samuel Remédios            | Portogallo    |      |      |      |      |      |      |      |      |      |      |      |      | DNS       | 0     |                                          | 830    |

### 400 metri piani
| Posizione | Batteria | Corsia | Nome                   | Nationalità   | Tempo | Punti | Note                                     | Totale |
| --------- | -------- | ------ | ---------------------- | ------------- | ----- | ----- | ---------------------------------------- | ------ |
| 1         | 2        | 8      | Kyle Cranston          | Australia     | 48.99 | 862   | Miglior prestazione personale            | 4016   |
| 2         | 3        | 7      | James Turner           | Canada        | 49.13 | 855   |                                          | 3949   |
| 3         | 3        | 5      | Jérémy Lelièvre        | Francia       | 49.31 | 847   |                                          | 3860   |
| 4         | 3        | 8      | Maksim Andraloits      | Bielorussia   | 49.38 | 843   |                                          | 3936   |
| 5         | 1        | 3      | Aaron James Booth      | Nuova Zelanda | 49.75 | 826   | Miglior prestazione personale stagionale | 4009   |
| 6         | 1        | 8      | Wang Cheng-yuan        | Taipei Cinese | 50.02 | 814   | Miglior prestazione personale stagionale | 3778   |
| 7         | 3        | 6      | Maxime Maugen          | Francia       | 50.32 | 800   | YC                                       | 3760   |
| 8         | 2        | 5      | Marek Lukáš            | Rep. Ceca     | 50.64 | 785   |                                          | 3652   |
| 9         | 3        | 4      | Juuso Hassi            | Finlandia     | 50.80 | 778   |                                          | 3927   |
| 10        | 2        | 4      | Christian Lind Nielsen | Danimarca     | 51.70 | 738   |                                          | 3587   |
| 11        | 1        | 4      | Henrik Holmberg        | Norvegia      | 51.13 | 763   | Miglior prestazione personale stagionale | 3652   |
| 12        | 3        | 3      | John Lane              | Regno Unito   | 51.17 | 761   |                                          | 3832   |
| 13        | 1        | 5      | Reinis Krēgers         | Lettonia      | 51.61 | 742   | Miglior prestazione personale stagionale | 3698   |
| 14        | 2        | 7      | Fredriech Pretorius    | Sudafrica     | 51.70 | 738   |                                          | 3821   |
| 15        | 2        | 3      | Felipe Ruiz            | Messico       | 51.93 | 728   |                                          | 2757   |
|           | 2        | 6      | Jefferson Santos       | Brasile       | DNF   | 0     |                                          | 3012   |
|           | 1        | 6      | Marvin Bollinger       | Germania      | DNS   | 0     |                                          | 3044   |
|           | 1        | 7      | Samuel Remédios        | Portogallo    | DNS   | 0     |                                          | 830    |

### 110 metri ostacoli
Vento:

Batteria 1: -1,6 m/s, Batteria 2: -0,2 m/s, Batteria 3: +1,2 m/s
| Posizione | Batteria | Corsia | Nome                   | Nationalità   | Tempo | Punti | Note    | Totale |
| --------- | -------- | ------ | ---------------------- | ------------- | ----- | ----- | ------- | ------ |
| 1         | 3        | 3      | Maxime Maugein         | Francia       | 14.69 | 887   | YC      | 4647   |
| 2         | 3        | 5      | Maksim Andraloits      | Bielorussia   | 14.84 | 869   | Fn      | 4805   |
| 3         | 3        | 6      | Frediech Pretorius     | Sudafrica     | 14.96 | 854   |         | 4675   |
| 4         | 3        | 8      | Marek Lukáš            | Rep. Ceca     | 15.00 | 850   |         | 4502   |
| 5         | 2        | 7      | Wang Cheng-yuan        | Taipei Cinese | 15.03 | 846   |         | 4624   |
| 6         | 2        | 6      | Kyle Cranston          | Australia     | 15.11 | 836   |         | 4852   |
| 8         | 2        | 3      | Juuso Hassi            | Finlandia     | 15.17 | 829   |         | 4756   |
| 8         | 2        | 8      | Jérémy Lelièvre        | Francia       | 15.18 | 828   |         | 4688   |
| 9         | 2        | 4      | Christian Lind Nielsen | Danimarca     | 15.33 | 810   |         | 4397   |
| 10        | 3        | 7      | John Lane              | Regno Unito   | 15.67 | 770   |         | 4602   |
| 11        | 1        | 3      | Henrik Holmberg        | Norvegia      | 15.82 | 753   |         | 4405   |
| 12        | 1        | 4      | Aaron James Booth      | Nuova Zelanda | 15.85 | 750   |         | 4759   |
| 13        | 1        | 6      | Reinis Kregers         | Lettonia      | 16.62 | 665   |         | 4363   |
|           | 2        | 5      | James Turner           | Canada        | DQ    | 0     | R168.7b | 3949   |
|           | 1        | 7      | Marvin Bollinger       | Germania      | DNS   |       |         | 3044   |
|           | 3        | 4      | Jefferson Santos       | Brasile       | DNS   |       |         | 3012   |
|           | 1        | 5      | Felipe Ruiz            | Messico       | DNS   |       |         | 2757   |

Note: Fn: Falsa partenza.

### Lancio del disco
| Posizione | Gruppo | Atleta                     | Nationalità   | #1    | #2    | #3    | Risultato | Punti | Note                                     | Totale |
| --------- | ------ | -------------------------- | ------------- | ----- | ----- | ----- | --------- | ----- | ---------------------------------------- | ------ |
| 1         | A      | Maksim Andraloits          | Bielorussia   | 43.31 | 41.35 | 43.19 | 43.31     | 732   |                                          | 5537   |
| 2         | A      | Jérémy Lelièvre            | Francia       | 28.32 | 38.50 | 43.02 | 43.02     | 726   |                                          | 5414   |
| 3         | B      | Henrik Holmberg            | Norvegia      | 38.65 | 40.10 | 42.86 | 42.86     | 723   | Miglior prestazione personale stagionale | 5128   |
| 4         | B      | Fredriech Pretorius        | Sudafrica     | 40.25 | 41.93 | x     | 41.93     | 704   |                                          | 5379   |
| 5         | A      | Juuso Haasi                | Finlandia     | 41.84 | x     | x     | 41.84     | 702   |                                          | 5458   |
| 6         | A      | Kyle Cranston              | Australia     | 39.28 | 25.44 | 41.53 | 41.53     | 696   |                                          | 5548   |
| 7         | A      | Aaron James Booth          | Nuova Zelanda | 40.33 | 39.03 | 41.45 | 41.45     | 694   |                                          | 5453   |
| 8         | A      | James Turner               | Canada        | 38.20 | 41.14 | 40.40 | 41.14     | 688   |                                          | 4637   |
| 9         | A      | Reinis Krēgers             | Lettonia      | 36.84 | 39.86 | 38.03 | 39.86     | 662   |                                          | 5025   |
| 10        | B      | Marek Lukáš                | Rep. Ceca     | 39.19 | 39.28 | 38.18 | 39.28     | 650   |                                          | 5152   |
| 11        | A      | John Lane                  | Regno Unito   | 37.68 | x     | 38.14 | 38.14     | 627   |                                          | 5229   |
| 12        | B      | Maxime Maugein             | Francia       | x     | 37.09 | 37.92 | 37.92     | 622   | YC                                       | 5269   |
| 13        | B      | Wang Cheng-yuan            | Taipei Cinese | 33.11 | 35.61 | 33.60 | 35.61     | 576   | Miglior prestazione personale stagionale | 5200   |
| 14        | B      | Christian Lind Nielsen     | Danimarca     | 30.33 | x     | 26.55 | 30.33     | 471   |                                          | 4868   |
|           | B      | Marvin Bollinger           | Germania      |       |       |       | DNS       |       |                                          | 3044   |
|           | A      | Jefferson Santos           | Brasile       |       |       |       | DNS       |       |                                          | 3012   |
|           | B      | Felipe De Jesus Ruiz Lopez | Messico       |       |       |       | DNS       |       |                                          | 2757   |

### Salto con l'asta
| Posizione | Gruppo | Atleta                 | Nationalità   | 3.60 | 3.70 | 3.80 | 3.90 | 4.00 | 4.10 | 4.20 | 4.30 | 4.40 | 4.50 | 4.60 | 4.70 | 4.80 | Risultato | Punti | Note                                     | Totale |
| --------- | ------ | ---------------------- | ------------- | ---- | ---- | ---- | ---- | ---- | ---- | ---- | ---- | ---- | ---- | ---- | ---- | ---- | --------- | ----- | ---------------------------------------- | ------ |
| 1         | B      | Juuso Hassi            | Finlandia     | –    | –    | –    | –    | –    | –    | o    | o    | o    | xo   | o    | o    | xxx  | 4.70      | 819   | Miglior prestazione personale stagionale | 6277   |
| 2         | A      | Maxime Maugein         | Francia       | –    | –    | –    | –    | –    | –    | –    | –    | xo   | –    | xxo  | o    | xxx  | 4.70      | 819   | YC                                       | 6088   |
| 3         | B      | Kyle Cranston          | Australia     | –    | –    | –    | –    | xo   | –    | o    | o    | o    | xxo  | o    | xxx  |      | 4.60      | 790   | Miglior prestazione personale stagionale | 6338   |
| 4         | B      | Reinis Krēgers         | Lettonia      | –    | –    | –    | –    | o    | –    | xxo  | –    | o    | –    | xxo  | –    | xxx  | 4.60      | 790   | Miglior prestazione personale stagionale | 5815   |
| 5         | A      | Marek Lukáš            | Rep. Ceca     | –    | –    | –    | –    | –    | –    | –    | –    | o    | o    | xxo  | xxx  |      | 4.60      | 790   |                                          | 5942   |
| 6         | A      | Fedriech Pretorius     | Sudafrica     | –    | –    | –    | –    | –    | –    | –    | –    | xo   | –    | xxo  | xxx  |      | 4.60      | 790   |                                          | 6169   |
| 7         | B      | Maksim Andraloits      | Bielorussia   | –    | –    | –    | –    | –    | –    | xo   | o    | xo   | xxo  | xxx  |      |      | 4.50      | 760   |                                          | 6297   |
| 8         | A      | Jérémy Lelièvre        | Francia       | –    | –    | –    | –    | –    | –    | xo   | xxx  |      |      |      |      |      | 4.20      | 673   |                                          | 6087   |
| 9         | A      | James Turner           | Canada        | –    | –    | –    | –    | –    | –    | xxo  | –    | xxx  |      |      |      |      | 4.20      | 673   |                                          | 5310   |
| 10        | B      | Aaron James Booth      | Nuova Zelanda | –    | –    | –    | –    | o    | –    | o    | –    | xxx  |      |      |      |      | 4.20      | 673   | Miglior prestazione personale stagionale | 6126   |
| 11        | B      | Wang Cheng-yuan        | Taipei Cinese | –    | –    | o    | o    | o    | xxo  | xxo  | xxx  |      |      |      |      |      | 4.20      | 673   | Miglior prestazione personale stagionale | 5873   |
| 12        | B      | Christian Lind Nielsen | Danimarca     | xo   | o    | o    | xo   | o    | xxx  |      |      |      |      |      |      |      | 4.00      | 617   |                                          | 5485   |
| 13        | B      | Henrik Holmberg        | Norvegia      | xo   | xxo  | xxx  |      |      |      |      |      |      |      |      |      |      | 3.70      | 535   |                                          | 5663   |
|           | A      | John Lane              | Regno Unito   |      |      |      |      |      |      |      |      |      |      |      |      |      | DNS       |       |                                          | 5529   |
|           | A      | Marvin Bollinger       | Germania      |      |      |      |      |      |      |      |      |      |      |      |      |      | DNS       |       |                                          | 3044   |
|           | A      | Jefferson Santos       | Brasile       |      |      |      |      |      |      |      |      |      |      |      |      |      | DNS       |       |                                          | 3012   |
|           | A      | Felipe De Jesus Lopez  | Messico       |      |      |      |      |      |      |      |      |      |      |      |      |      | DNS       |       |                                          | 2757   |

### Lancio del giavellotto
| Posizione | Atleta                 | Nazionalità   | #1    | #2    | #3    | Result | Points | Notes                                    | Total |
| --------- | ---------------------- | ------------- | ----- | ----- | ----- | ------ | ------ | ---------------------------------------- | ----- |
| 1         | Marek Lukáš            | Rep. Ceca     | 67.20 | 65.80 | –     | 67.20  | 847    |                                          | 6789  |
| 2         | James Turner           | Canada        | 55.05 | 59.31 | 59.48 | 59.48  | 730    | Miglior prestazione personale stagionale | 6040  |
| 3         | Kyle Cranston          | Australia     | 56.30 | 53.14 | 50.81 | 56.30  | 682    |                                          | 7020  |
| 4         | Aaron James Booth      | Nuova Zelanda | 55.23 | 54.84 | x     | 55.23  | 666    |                                          | 6792  |
| 5         | Reinis Krēgers         | Lettonia      | x     | 54.92 | 53.25 | 54.92  | 662    | Miglior prestazione personale stagionale | 6831  |
| 6         | Juuso Hassi            | Finlandia     | 49.52 | x     | 54.56 | 54.56  | 656    |                                          | 6933  |
| 7         | Maksim Andraloits      | Bielorussia   | 51.53 | 49.86 | x     | 51.53  | 611    |                                          | 6908  |
| 8         | Jérémy Lelièvre        | Francia       | 50.97 | 51.36 | 50.18 | 51.36  | 609    |                                          | 6696  |
| 9         | Christian Lind Nielsen | Danimarca     | 50.66 | x     | 50.21 | 50.66  | 598    |                                          | 6083  |
| 10        | Fredriech Pretorius    | Sudafrica     | 50.65 | x     | x     | 50.65  | 598    |                                          | 6767  |
| 11        | Maxime Maugein         | Francia       | x     | 50.20 | x     | 50.20  | 592    |                                          | 6680  |
| 12        | Wang Cheng-yuan        | Taipei Cinese | x     | 49.13 | x     | 49.13  | 576    |                                          | 6449  |
| 13        | Henrik Holmberg        | Norvegia      | 47.13 | 46.59 | 46.27 | 47.13  | 546    |                                          | 6209  |

### 1500 metri piani
| Rank | Name                   | Nationality   | Time    | Points | Notes | Total |
| ---- | ---------------------- | ------------- | ------- | ------ | ----- | ----- |
| 1    | Aaron James Booth      | Nuova Zelanda | 4:32.11 | 731    |       | 7523  |
| 2    | James Turner           | Canada        | 4:34.76 | 714    |       | 6754  |
| 3    | Jérémy Lelièvre        | Francia       | 4:38.23 | 691    |       | 7387  |
| 4    | Kyle Cranston          | Australia     | 4:42.08 | 667    |       | 7687  |
| 5    | Reinis Krēgers         | Lettonia      | 4:42.35 | 666    |       | 7143  |
| 6    | Maxime Maugein         | Francia       | 4:47.34 | 635    | YC    | 7315  |
| 7    | Juuso Hassi            | Finlandia     | 4:47.67 | 633    |       | 7566  |
| 8    | Fredrieh Pretorius     | Sudafrica     | 4:49.33 | 623    |       | 7390  |
| 9    | Marek Lukáš            | Rep. Ceca     | 4:51.34 | 611    |       | 7400  |
| 10   | Christian Lind Nielsen | Danimarca     | 4:51.46 | 610    |       | 6693  |
| 11   | Henrik Holmberg        | Norvegia      | 4:51.86 | 607    |       | 6816  |
| 12   | Maksim Andraloits      | Bielorussia   | 4:59.34 | 564    |       | 7472  |
| 13   | Wang Cheng-yuan        | Taipei Cinese | 5:10.04 | 503    |       | 6952  |

### Classifica finale
Il miglior risultato è evidenziato
| Rank | Athlete                | Nationality   | 100m  | SL   | GP    | SA   | 400m  | 110m O | LD    | SAS  | LG    | 1500m   | Punti | Note                                     |
| ---- | ---------------------- | ------------- | ----- | ---- | ----- | ---- | ----- | ------ | ----- | ---- | ----- | ------- | ----- | ---------------------------------------- |
|      | Kyle Cranston          | Australia     | 11.13 | 7.04 | 13.76 | 1.98 | 48.99 | 15.11  | 41.53 | 4.60 | 56.30 | 4:42.08 | 7687  | Miglior prestazione personale stagionale |
|      | Juuso Hassi            | Finlandia     | 11.17 | 7.14 | 13.88 | 1.95 | 50.80 | 15.17  | 41.84 | 4.70 | 54.56 | 4:47.67 | 7566  |                                          |
|      | Aaron Booth            | Nuova Zelanda | 11.19 | 7.17 | 13.49 | 2.01 | 49.75 | 15.85  | 41.45 | 4.20 | 55.23 | 4:32.11 | 7523  | Miglior prestazione personale            |
| 4    | Maksim Andraloits      | Bielorussia   | 11.14 | 6.93 | 13.66 | 1.95 | 49.38 | 14.84  | 43.31 | 4.50 | 51.53 | 4:59.34 | 7472  |                                          |
| 5    | Marek Lukáš            | Rep. Ceca     | 11.37 | 6.53 | 14.45 | 1.80 | 50.64 | 15.00  | 39.28 | 4.60 | 67.20 | 4:51.34 | 7400  |                                          |
| 6    | Fredriech Pretorius    | Sudafrica     | 11.22 | 6.88 | 13.56 | 1.98 | 51.70 | 14.96  | 41.93 | 4.60 | 50.65 | 4:49.33 | 7390  |                                          |
| 7    | Jérémy Lelièvre        | Francia       | 11.19 | 7.03 | 14.29 | 1.80 | 49.31 | 15.18  | 43.02 | 4.20 | 51.36 | 4:38.23 | 7387  |                                          |
| 8    | Maxime Maugein         | Francia       | 11.43 | 6.80 | 13.46 | 1.92 | 50.32 | 14.69  | 37.92 | 4.70 | 50.20 | 4:47.34 | 7315  |                                          |
| 9    | Reinis Krēgers         | Lettonia      | 11.45 | 6.70 | 12.96 | 1.98 | 51.61 | 16.62  | 39.86 | 4.60 | 54.92 | 4:42.35 | 7143  |                                          |
| 10   | Wang Cheng-yuan        | Taipei Cinese | 11.06 | 7.15 | 12.56 | 1.80 | 50.02 | 15.03  | 35.61 | 4.20 | 49.13 | 5:10.04 | 6952  | Miglior prestazione personale            |
| 11   | Henrik Holmberg        | Norvegia      | 11.66 | 6.44 | 13.09 | 2.01 | 51.13 | 15.82  | 42.86 | 3.70 | 47.13 | 4:51.86 | 6816  | Miglior prestazione personale            |
| 12   | James Turner           | Canada        | 11.01 | 7.25 | 13.69 | 1.83 | 49.13 | DQ     | 41.14 | 4.20 | 59.48 | 4:34.76 | 6754  |                                          |
| 13   | Christian Lind Nielsen | Danimarca     | 11.45 | 6.83 | 12.68 | 1.80 | 50.86 | 15.33  | 30.33 | 4.00 | 50.66 | 4:51.46 | 6693  |                                          |
|      | John Lane              | Regno Unito   | 11.13 | 6.94 | 13.24 | 1.95 | 51.17 | 15.67  | 38.14 | DNS  | –     | –       | DNF   |                                          |
|      | Jefferson Santos       | Brasile       | 11.47 | 6.80 | 14.43 | 1.92 | DNF   | DNS    | –     | –    | –     | –       | DNF   |                                          |
|      | Felipe Ruiz            | Messico       | 11.41 | 6.24 | 12.20 | NM   | 51.93 | DNS    | –     | –    | –     | –       | DNF   |                                          |
|      | Marvin Bollinger       | Germania      | 11.37 | 6.64 | 13.45 | 2.04 | DNS   | –      | –     | –    | –     | –       | DNF   |                                          |
|      | Samuel Remédios        | Portogallo    | 11.14 | NM   | DNS   | –    | –     | –      | –     | –    | –     | –       | DNF   |                                          |